# شقران رفيع
شقران رفيع (الاسم العلمي: Puccinia angustata) هو نوع من الفطريات يتبع جنس الشقران من الفصيلة الشقرانية.